# محاصره قلعه کوماموتو
محاصره قلعه کوماموتو (به ژاپنی: 熊本城強襲 Kumamotojō kyōshō) یکی از نبردهای وابسته به جنگ سینان بود که از ۱۹ فوریه تا ۱۲ آوریل سال ۱۸۷۷ در کوماموتو (شهر) در ژاپن بطول انجامید.

## زمینه
در سوگندنامه امپراتور میجی در ماده چهارم در مورد لغو رسوم ناپسند گذشته و در ماده دوم در مورد ایجاد وحدت و از بین رفتن طبقات اجتماعی سخن رفته بود. اقداماتی که در مورد اجرای چنین موادی به مورد اجرا درآمد عبارت بودند از:
1. الغای فئودالیسم در سال ۱۸۷۱ که در نتیجه آن بسیاری از زمین‌های فئودال‌ها در اختیار دولت قرار گرفت.
2. تشکیل نیروی دریایی و و زمینی و به اجرا گذاشتن قانون نظام وظیفهٔ عمومی در سال ۱۸۷۲ میلادی. با این قانون تمام افراد توانایی به دست آوردن مهارت جنگ آوری را به دست آوردند و جنگ آوری از انحصار طبقه سامورایی خارج شد.
3. تحریم حمل شمشیر و قطع مستمری سامورایی‌ها. تا قبل از این قانون سامورایی‌ها مجاز به حمل دو شمشیر بودند و این امتیاز اعتبار و آبروی اجتماعی ایشان محسوب می‌شد.

تصویب چنین قوانینی اعتبار سامورایی‌ها و تأمین معاش آنان را خدشه‌دار کرد، در نتیجه نارضایتی و شورش آنان را در پی آورد.
در سال ۱۸۷۳ میلادی، کشور کره به درخواست ژاپن مبنی بر ایجاد روابط دوستانه مابین دو کشور جواب رد داد و هیأتی که از جانب ژاپن فرستاده شده بود را نپذیرفت. از این رو در دولت میجی عده‌ای به رهبری سایگو تاکاموری طرحی برای حمله به کشور کره به منظور تنبیه آن کشور آماده کردند که پذیرفته شد. در همان زمان ایکوارا عضو برجستهٔ مشاورین دولت از سفر آمریکا و اروپا به ژاپن برگشت و با طرح مزبور مخالفت کرد. سایگو پس از این مخالفت از مقامش کناره‌گیری کرد و به کاگوشیما در جنوب ژاپن رفت و در آنجا مدرسه‌ای را بنا کرد. ساموراییهایی که در این دوران در حال از دست دادن قدرت و ناراضی از دولت بودند، دور او جمع شدند و او در جایگاه رهبری شورش جهت سرنگونی دولت قرار گرفت.

## خلاصه
سایگو تاکاموری، رهبر نظامی قلمروی ساتسوما، بعد از آغاز خصومت میان ساتسوما و دولت میجی، قصد خود را برای راهپیمایی تا توکیو به جهت گفتگو با امپراتور میجی و رهایی از سیاستمداران فاسد اعلام کرد. مسیر رفتن به توکیو از طریق کوماموتو، محل قلعه تاریخی کوماموتو و شهر اصلی استقرار نیروی‌های امپراتوری ژاپن در کیوشو (جنوب ژاپن) بود. رهبران دولت میجی می‌دانستند که از دست دادن کوماموتو به این معنی است که تمام کیوشو به دست نیروهای ساتسوما افتاده‌است و این موضوع باعث شورش در بخش‌های دیگر ژاپن خواهد شد.
نیروهای اهل ساتسوما در ۱۴ فوریه به استان کوماموتو رسیدند و فرمانده قلعه کوماموتو، ژنرال تانی تاته‌کی به فرماندهان ساتسوما پیغام فرستاد که هر گونه تلاشی از سوی سربازان ساتسوما برای عبور از کوماموتو با زور متوقف خواهد شد. ژنرال تانی تاته‌کی ۳۸۰۰ سرباز و ۶۰۰ مأمور پلیس داشت. مدافعان شامل تعدادی از مردان بودند که بعدها به ارتش ژاپن پیوستند، از جمله کانایاما سوکه‌نوری، کوداما گنتارو، کاواکامی سوروکو نوگی ماره‌سوکه و اوکو یاسوکاتا. با این حال، بسیاری از نظامیان قلعه کوماموتو از اهالی کیوشو و بسیاری از افسران بومی از اهالی کاگوشیما بودند، و وفاداری آنان به دولت میجی زیر سؤال بود. تانی تصمیم گرفت تا به جای گریز یا پناهندگی، در بایستد و از قلعه دفاع کند.
در ۱۹ فوریه، اولین گلوله‌ها شلیک شد زیرا مدافعان قلعه کوماموتو به سمت نیروهای ساتسوما که قصد ورود به قلعه را داشتند، آتش گشودند. قلعه کوماموتو، در سال ۴۱۷ میلادی ساخته شده بود، و یکی از مستحکم‌ترین قلعه‌ها در ژاپن بود، سایگو اعتمادبه‌نفس کافی داشت چون نیروهایش آزموده تر و برتر از دهقانان تازه سرباز شدهٔ تانی تاته‌کی بودند که روحیه‌شان در اثر شورش شینپورن اخیراً ضعیف شده بود.
در ۲۲ فوریه، ارتش اصلی ساتسوما به محل وارد شد و در یک عملیات گازانبری به قلعه کوماموتو حمله کرد. مبارزه تا شب ادامه داشت. نیروهای امپراتوری عقب‌نشینی کردند. با وجود این موفقیت‌ها، ارتش ساتسوما نتوانست قلعه را بگیرد و متوجه شد که ارتش سربازان مزدور دهقان همان‌طور که قبلاً تصور می‌کرد، بی اثر نیستند. پس از دو روز حمله بی هدف، نیروهای ساتسوما در اطراف قلعه گودال کندند و سعی کردند مدافعان قلعه را توسط محاصره نظامی گرسنگی بدهند. اوضاع به ویژه برای مدافعان ناامیدکننده بود؛ زیرا مواد غذایی و مهمات تقریباً مدت کوتاهی قبل از شورش به ته رسیده بود.
در طول محاصره، بسیاری از سامورایی‌های سابق کوماموتو سابق به نیروهای سایگو تاکاموری پیوستند، و تعداد رزمندگان در زیر پرچم سایگو به حدود ۲۰٬۰۰۰ مرد رسید. با این حال، سایگو مجبور شد که نیروهای خود را برای تدارک یک خط دفاعی طولانی از تاباروزاکا تا خلیج دریای آری‌آکه تقسیم و جدا کند. در نبرد تاباروزاکا، حدود ۱۵٬۰۰۰ سامورایی خود را با ارتش امپراتوری با بیش از ۹۰٬۰۰۰ نفر مواجه دیدند و مجبور به عقب‌نشینی با تلفات قابل توجهی شدند. علاوه بر این، سایگو قادر به جلوگیری از به خشکی رسیدن سربازان امپراتوری و اطراف خود نبود.
در شب ۸ آوریل، سربازانی از قلعه کوماموتو، دست به یک حمله زدند و توانستند حلقه محاصره ساتسوما را باز کند و بدین ترتیب قادر شدند مواد و لوازم مورد نیاز را به قلعه برسانند. ارتش اصلی امپراتوری تحت نظر ژنرال کورودا کیوتاکا با کمک ژنرال یاماکاوا هیروشی در روز ۱۲ آوریل به کوماموتو آمد و نیروهای ساتسوما را به شدت تحت فشار قرار داد تا از این ناحیه خارج شوند.